# Bazalukî, Komsomolsk
Bazalukî (în ucraineană Базалуки) este un sat în comuna Dmîtrivka din orașul regional Komsomolsk, regiunea Poltava, Ucraina.

## Demografie
Componența lingvistică a localității Bazalukî
     Ucraineană (98,04%)
     Rusă (1,96%)
Conform recensământului din 2001, majoritatea populației localității Bazalukî era vorbitoare de ucraineană (98,04%), existând în minoritate și vorbitori de rusă (1,96%).